# NGC 2692
NGC 2692 est une galaxie spirale barrée située dans la constellation de la Grande Ourse.  NGC 2692 a été découverte par l'astronome germano-britannique William Herschel en 1790.

## Caractéristiques
3 925 ± 11 km/s, ce qui correspond à une distance de Hubble de 57,9 ± 4,1 Mpc (∼189 millions d'al).

### Distance
Sa vitesse par rapport au fond diffus cosmologique est de 3 925 ± 11 km/s, ce qui correspond à une distance de Hubble de 57,9 ± 4,1 Mpc (∼189 millions d'al).
Les galaxies NGC 2692 et UGC 4671 sont dans la même région du ciel et selon l'étude réalisée par Abraham Mahtessian, elles forment une paire de galaxies. UGC 4671 est noté 0853++0314 dans l'article de Mahtessian pour CGCG 0853.1++0314.   